# Tinamus
Tinamus – rodzaj ptaków z rodziny kusaczy (Tinamidae).

## Zasięg występowania
Rodzaj obejmuje gatunki występujące w Ameryce Centralnej i Południowej.

## Morfologia
Długość ciała 32–49 cm; masa ciała 623–2080 g (samice są nieco większe i cięższe od samców).

## Systematyka

### Etymologia
- Tinamus: nazwa Tinamú oznaczająca w języku karibskim „kusacza”[10].
- Crypturus: κρυπτος kruptos – ukryty; ουρα oura – ogon[11]. Gatunek typowy: Tetrao cinereus J.F. Gmelin, 1789 = Tetrao major J.F. Gmelin, 1789
- Cryptura: jak Crypturus[12]. Gatunek typowy: Tetrao major J.F. Gmelin, 1789.
- Pezus: gr. πεζος pezos – spacerowanie[13]. Gatunek typowy: Pezus serratus von Spix, 1825[a].
- Trachypelmus (Trachypelma): gr. τραχυς trakhus – szorstki, kudłaty; πελμα pelma, πελματος pelmatos – podeszwa stopy[14]. Gatunek typowy: Trachypelmus subcristatus Cabanis, 1848 = Tetrao major J.F. Gmelin, 1789.

### Podział systematyczny
Do rodzaju należą następujące gatunki:
- Tinamus major (J.F. Gmelin, 1789) – kusacz duży
- Tinamus guttatus von Pelzeln, 1863 – kusacz kropkowany
- Tinamus solitarius (Vieillot, 1819) – kusacz samotny
- Tinamus tao Temminck, 1815 – kusacz szary
- Tinamus osgoodi Conover, 1949 – kusacz czarny